# タナカハルナ
タナカハルナ（1989年2月20日 - ）は、日本の歌手、シンガーソングライター、タレント。長崎県生まれ。

## 来歴・人物
9歳で地元の合唱団に入団し、歌い始める。
18歳で卒団、その後SONYオーディションでグランプリ獲得をきっかけに地元長崎を中心にHarunaとして音楽活動をスタート。
これまでにインディーズでアルバムを3枚発表（アーティスト名Haruna）し、すべて完売！
現在 TV・CMで歌手やタレントとして活動。長崎では幅広い層から注目を集めているアーティスト。
2013年12月4日に徳間ジャパンコミュニケーションズよりメジャーデビュー。
自筆の詩に作曲家の大島ミチル氏（長崎出身）がメロディーをつけたデビュー曲「あかね雲」は“ふるさと”がテーマ。聴いていると、誰の心にもある「ふるさとの風景画」が浮かんでくる、切なくも暖かい気持ちになれる曲。
一度聴いたら忘れられない澄み切った声、そして長崎弁を交えた飾らないキャラクターが魅力のシンガー、“長崎からの風”タナカハルナ。

## 主な出演・CM等
2009
- 長崎県産品   イメージキャラクター

2010
- 宴家 そく菜 CMソング・CM出演

2011
- NHK「おはよう日本」特集〜ことしにかける〜
- NHK 長崎放送局「ヤバくねぇ？NHK」
- 新聞 SANNKEI EXPRESS（サンケイエクスプレス）
- NBCテレビ「未来を拓いた偉大な実業家〜グラバーの情熱〜」ナビゲーター

2013
- 岩崎良美 Album「THE REBORN SONGS〜シクラメン〜」 コーラス
- テレビ朝日「第3回 全日本なまりうたトーナメント」
- テレビ朝日「あの名曲を方言で熱唱！全日本東西なまりうた合戦」
- 音楽雑誌「音楽と人」掲載

2014
- 長崎市科学館 スペースシアターリニューアル記念番組「長崎から開く宇宙の扉」ナレーション
- NCCテレビ「スーパーJチャンネルながさき」シリーズ復活の丘〜マリアが見守る浦上の受難〜 全7回
- 角煮家こじま CMソング・CM出演（ - 2016）
- 長崎がんばらんば国体・大会 公認応援リーダー  
- 大誠ハウス 大村宮小路エコタウン【イーネスト】  イメージキャラクター

2015
- 斉藤由貴 30th Anniversary Concert   コーラスサポート
- 県政番組 「こちら県庁 広報2課」課長役（ - 2017） レギュラー出演
- ncmテレビ 「ケーブルワイド なんでんカフェ」（ - 現在）レギュラー出演  
- NCCテレビ開局25周年番組「150年目の巡礼〜信徒発見から世界遺産へ〜」
- 映画「浄霊探偵」 主題歌

2016
- NCCテレビ「長崎が生んだ世界一のマーメイド〜一息で挑む未知の世界〜」ナレーション
- 元宝塚トップスター 「瀬奈じゅんLIVE 2016」 コーラスサポート
- ねんりんピック長崎 総合開会式
- 斉藤由貴ディナーショー コーラスサポート
- 壱岐の蔵酒造 イメージキャラクター

2017
- NBCテレビ「なんでんカフェモーニング」（ - 現在）レギュラー出演
- NCCテレビ「隠された聖画」 ナビゲーター
- テレビ東京「THEカラオケ☆バトル〜都道府県対抗！ご当地歌うま王決定戦〜」
- テレビ東京「THEカラオケ☆バトル 歌の異種格闘技戦」
- ウェブマガジンmymo『ハルナノオト』連載
- NISSAN NOTE e-POWER 六秒百景 CM出演（長崎ver）
- 午後の紅茶 おいしい無糖 CM出演（長崎ver）

2018
- NCCテレビ「密やかな祈り〜潜伏キリシタンの遺産〜」
- NBCラジオ「NBCカウントダウンミュージック」 レギュラー出演
- ハウス流通 CMキャラクター（CMソング:ぼくたちの歩幅）
- ケーブル4Kニッポンの新・伝統工芸M.E.I長崎ビイドロ龍の目の化身 ナレーション
- 波佐見のブンカサイ オーガナイザー

2019
- BSプレミアム「ザ・穴場ツアーCATVネットワーク」  
- NBCテレビ「なんでんカフェ1403」（ - 現在）レギュラー出演
- ケーブル4K「きみの一歩で〜にんげん列島ニッポン〜」（ - 現在）ナレーション
- NHK「祝 誕生50周年！「長崎は今日も雨だった』を愛（め）でる」

2020
- 県政番組 「こちら県庁 広報2課」課長役  レギュラー出演
- JAバンク CMキャラクター
- 長崎ケーブルメディア CMキャラクター(~現在)

2021
- 長崎市 「きらカン!Work Life Nagasaki」全10回 VTR リポーター
- 長崎県 遣唐使船 聖火リレープロジェクト 司会
- NHK・KTN 共同制作番組 「みんなで語ろう 越中先生」

2022
- クリーン・マット「 聖夜のしずく」（Web映像）
- 〜みちたび〜長崎北部ココロみちる旅 （Web映像）  
- NHK特番 長崎発!! 市民参加型の討論番組「ニシノハテ革命」

## ディスコグラフィ

### シングル
| №                                            | 発売日         | タイトル |
| -------------------------------------------- | -------------- | -------- |
| メジャー（徳間ジャパンコミュニケーションズ） |                |          |
| 1                                            | 2013年12月04日 | あかね雲 |
| インディーズ（DMG）                          |                |          |
| 2                                            | 2020年08月05日 | 夏の空に |

### ミニアルバム
| №                                            | 発売日         | タイトル |
| -------------------------------------------- | -------------- | -------- |
| メジャー（徳間ジャパンコミュニケーションズ） |                |          |
| 1                                            | 2014年02月20日 | 彼方に   |

### フルアルバム
| №                              | 発売日         | タイトル                      |
| ------------------------------ | -------------- | ----------------------------- |
| インディーズ（Marcys Records） |                |                               |
| 1                              | 2009年07月11日 | はるなのきもち                |
| 2                              | 2010年04月25日 | 明かりをつけて                |
| 3                              | 2011年11月05日 | Whisper of Flower～nagasaki～ |
| インディーズ（DMG）            |                |                               |
| 4                              | 2016年07月22日 | ジブンカッテ                  |
| 5                              | 2017年06月07日 | 二十五時四十分                |
| 6                              | 2019年06月23日 | ten                           |

## 現在の担当番組
- ncm 「ケーブルワイド なんでんカフェ」
- NBC 「なんでんカフェモーニング → なんでんカフェ1403 → なんでんカフェ」

## 過去の担当番組
- 県政番組 「こちら県庁 広報2課」課長役（2015 - 2017）
- NBCラジオ「NBCカウントダウンミュージック」（2018 - 2021）
- 県政番組 「こちら県庁 広報2課」課長役（2020 - 2021）